# Pectinophora gossypiella

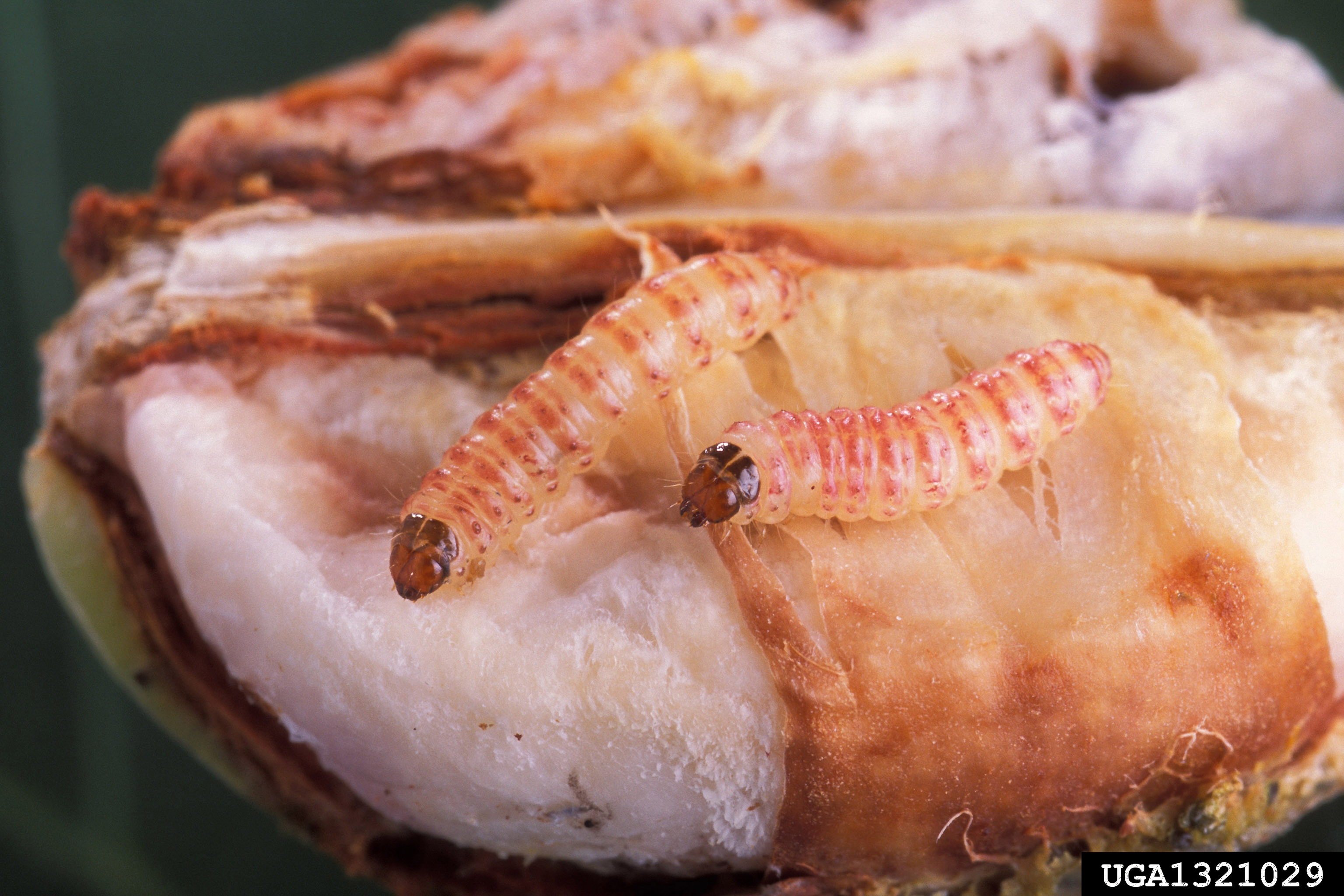
Личинки бавовняної молі

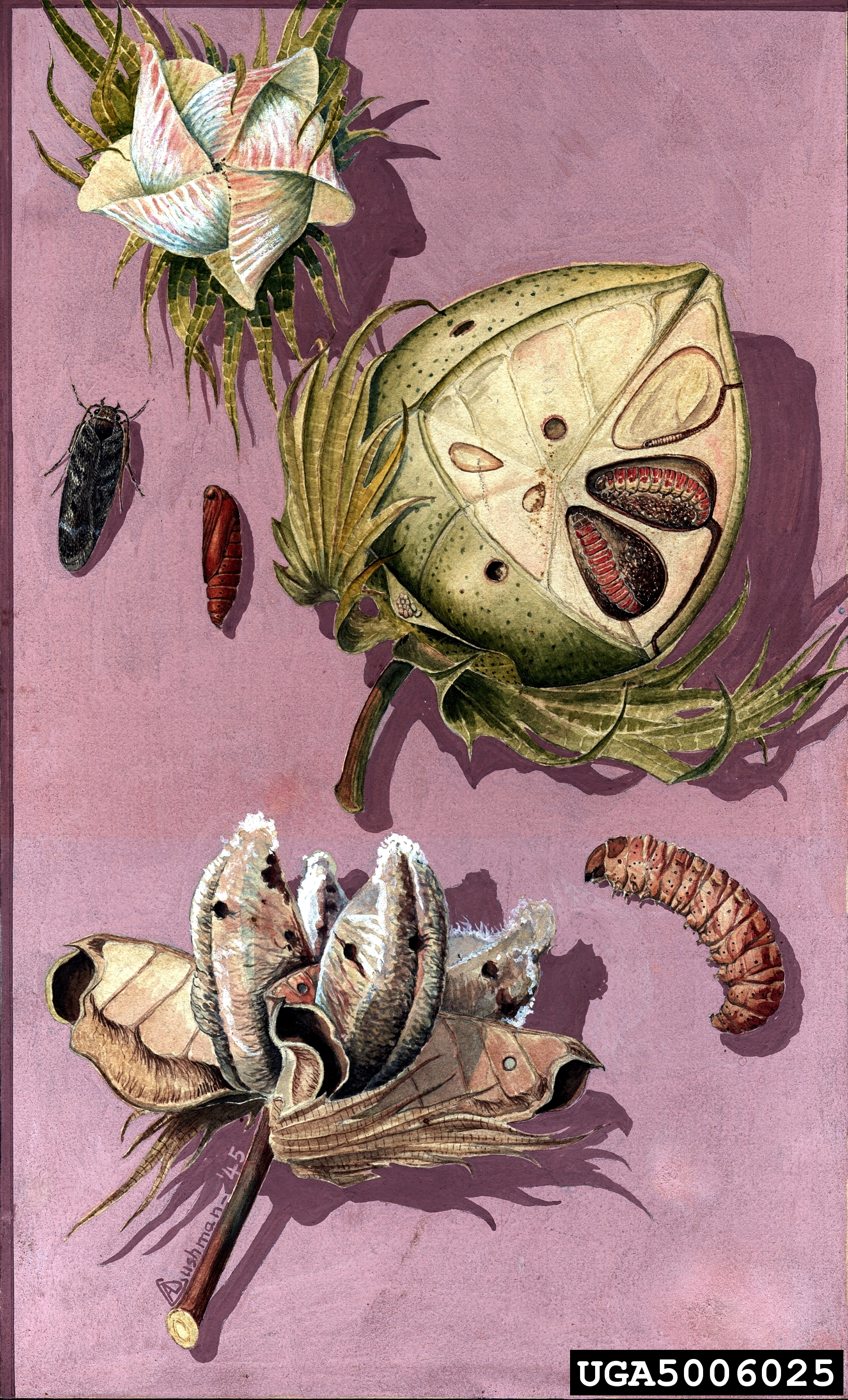
Життєвий цикл бавовняної молі

Pectinophora gossypiella (бавовняна міль) — вид лускокрилих комах родини виїмчастокрилих молей (Gelechiidae). Шкідник бавовнику (Gossypium).

## Опис
Дорослі метелики мають розмах крил 13 мм. Вусики блідо-сірі з трьома темними кільцями. На передніх крилах є нерівномірні темні плями, особливо на задній половині крил. Задні крила димчасто-сірі, з довгими бахромчатими лусками.
Личинки спочатку мають блідо-білувате забарвлення, але на третій личинковій стадії вони стають блідо-рожевими. Окремі сегменти їхнього тіла негусто вкриті щетинками, біля основи щетинок є чорні плями. Яйця округлі, приплюснуті. Спочатку вони світло-зелені, а перед вилупленням личинок стають темнішими.

## Поширення
Початковий район поширення бавовняної молі невідомий, але вважається, що ці комахи походять з Південної Азії. Перші зразки були виявлені в Австралії в 1911 році та в Африці (Танзанія) в 1904 році. У Західній півкулі паразит поширився через насіння бавовнику між 1911 і 1913 роками. У США він вперше з'явився в Техасі в 1917 році і спочатку був викорінений. З 1950-х років вид знову поширився в бавовняному поясі США і став головним шкідником на бавовняних полях Південної Каліфорнії. Наразі бавовняну міль можна зустріти майже в усіх країнах світу, де поширене бавовництво. У 2018 році Міністерство сільського господарства США оголосило, що вид був винищений на континентальній частині США завдяки синергічній комбінації використання трансгенного Bt-бавовнику та випуску стерильних самців.

## Екологія
Метелики ведуть нічний спосіб життя і спаровуються незабаром після вилуплення. З третього дня самки починають відкладати яйця. Вони можуть відкласти до 450 яєць, в середньому відкладають 125 яєць. Період відкладання яєць залежить від погоди і може тривати від чотирьох до 25 днів. Перше покоління розвивається в бутонах і квітках бавовнику, наступні покоління живуть в молодих або зрілих насіннєвих коробочках. Личинка живе від восьми до 14 днів, при цьому відбуваються три личинкові стадії. Після короткого періоду спокою личинки заляльковуються в шарі підстилки або в ґрунті, іноді утворюють кокон, який прикріплюється до частин рослини. Період спокою лялечки триває від шести до 20 днів. Розрізняють короткий і довгий цикл генерації. У першому випадку личинки заляльковуються відразу після того, як виростають. Тоді генераційний цикл триває приблизно 30 днів. У другому випадку личинки входять у восьми-десятимісячну діапаузу і зимують. Щороку формується від чотирьох до шести поколінь.
Крім різних видів бавовнику (Gossypium), личинки бавовняної молі були виявлені на таких рослинах: їстівна бамія (Abelmoschus esculentus), індійська липка (Abutilon indicum), різні види гібіску (Hibiscus), такі як кенаф (Hibiscus cannabinus) і розелла (Hibiscus sabdariffa), посівна люцерна (Medicago sativa) та різні види проскурняка (Althaea).

## Значення як шкідник
Личинки пошкоджують бруньки бавовнику і змушують рослину скидати плодові коробочки. У більш розвинених коробочках личинки поїдають насіння, з яких видобувається бавовняна олія, і пошкоджують волокна бавовни. Втрати врожаю без заходів щодо захисту рослин становлять понад 80 %. Якщо проводити такі заходи, втрати становлять близько 37 %. Через високий потенціал пошкодження бавовняною міллю на бавовняних плантаціях почали широко використовувати пестициди. На додаток до традиційного контролю за допомогою інсектицидів, з моменту впровадження Bt-бавовнику в 1996 році, його почали використовувати приблизно на половині світових посівних площ. У березні 2010 року було повідомлено, що індійські екземпляри виробили стійкість до токсину Cry1Ac, що міститься в Bt-бавовнику першого покоління. Серед можливих причин – недостатня кількість угідь або несанкціоноване розмноження Bt-бавовнику із занадто низьким вмістом Bt-токсину.

## Природні вороги
З літератури відомі різноманітні природні вороги, зокрема різноманітні паразитичні види їздців (роди Apanteles, Trichogramma), браконідів (роди Bracon, Microchelonus), золотоочок та жуків (Collops vittatus, Hippodamia convergens). Патогенну дію виказують деякі підвиди бактерії Bacillus thuringiensis. Спроби використати природних ворогів для біологічної боротьби з бавовняною мілюю не увінчалися успіхом.